# Formaggio bazzotto
Il formaggio bazzotto (o bucciato) è un formaggio di latte vaccino, pecorino o misto a pasta semidura, di forma cilindrica con scalzo convesso. Presenta una tenera crosta bianco-giallognola, mentre internamente è bianco con occhiatura assente o appena accennata. È tipico di tutta la Romagna.

## Produzione
Viene prodotto con latte pastorizzato, fermenti lattici, caglio e sale marino. La stagionatura dura almeno 4 settimane in modo da conferirgli un gusto sapido ma non ancora piccante. È un formaggio da tavola della tradizione contadina, spesso utilizzato come ingrediente per preparare il compenso delle paste ripiene. Si consuma anche sulla piadina romagnola.